# Ademola Lookman
Ademola Olajade Alade Aylola Lookman (sinh ngày 20 tháng 10 năm 1997) là một cầu thủ bóng đá chuyên nghiệp hiện đang thi đấu ở vị trí tiền vệ cánh cho câu lạc bộ Serie A Atalanta. Sinh ra ở Anh, anh thi đấu cho đội tuyển bóng đá quốc gia Nigeria.

## Thiếu thời và niên thiếu
Ademola Lookman Olajade Alade Aylola Lookman sinh ngày 20 tháng 10 năm 1997 tại Wandsworth, Đại Luân Đôn, có cha mẹ là người Nigeria. Anh từng theo học trường Cao đẳng Tôma Tông đồ (St Thomas the Apostle College) ở Peckham, nơi anh đạt được ba điểm A* và năm điểm A tại GCSE.

## Sự nghiệp câu lạc bộ

### Charlton Athletic
Lookman gia nhập học viện của Charlton Athletic vào năm 2014 sau khi ký hợp đồng từ Waterloo, một câu lạc bộ bóng đá trẻ có trụ sở tại Khu Lambeth của Luân Đôn. Thành tích của Lookman cho các đội U-18 và U-21 Charlton đã giúp anh thăng tiến nhanh chóng trong các cấp bậc lứa tuổi trong học viện bóng đá Charlton. Sau đó, anh đã ra mắt cho đội một của Charlton Athletic vào ngày 3 tháng 11 năm 2015. Anh ghi bàn thắng đầu tiên cho câu lạc bộ trong trận thua ngược 3–2 trước Brighton & Hove Albion vào ngày 5 tháng 12 năm 2015, và ghi hai bàn thắng cho Charlton trong trận hòa 2–2 với Bolton Wanderers mười ngày sau đó.

### Everton
Lookman ký hợp đồng có thời hạn 4 năm rưỡi với Everton vào ngày 5 tháng 1 năm 2017 với mức phí không được tiết lộ, với số tiền ban đầu được cho rằng là 7,5 triệu bảng và có khả năng tăng lên 11 triệu bảng kèm theo các điều khoản bổ sung. Anh ra mắt câu lạc bộ mười ngày sau đó trong chiến thắng 4–0 trước Manchester City khi vào sân thay cho Ross Barkley ở phút 90 và ghi bàn thắng thứ tư cho đội. Lookman ra mắt cho Everton ở các giải đấu thuộc UEFA trong chiến thắng 1–0 trước MFK Ružomberok ở trận lượt đi của vòng sơ loại thứ ba Europa League.
Lookman trở lại Everton vào mùa giải 2018–19. Anh không thể khẳng định mình dưới thời HLV Marco Silva và ra sân 21 trận ở Premier League mà không ghi được bàn thắng nào.

#### Cho mượn tại RB Leipzig
Mặc dù huấn luyện viên Sam Allardyce đã tuyên bố rằng Lookman không ra đi theo dạng cho mượn trong kỳ chuyển nhượng tháng 1 năm 2018, nhưng cuối cùng câu lạc bộ đã thu xếp việc cho mượn tại câu lạc bộ Derby County tại EFL Championship, hy vọng rằng anh chơi thường xuyên hơn ở đội một. Tuy nhiên, Lookman nhất quyết muốn có một chuyển nhượng thay thế. Do đó, anh gia nhập câu lạc bộ RB Leipzig tại Bundesliga cho đến cuối mùa giải 2017–18. Trong trận đấu đầu tiên với Leipzig, Lookman đã ghi bàn thắng quyết định trong trận đấu trên sân khách với Borussia Mönchengladbach sau khi vào sân thay người ở những phút cuối cùng.

### RB Leipzig
Lookman trở lại RB Leipzig vào mùa giải 2019–20 và ký hợp đồng có thời hạn đến ngày 30 tháng 6 năm 2024. Anh chỉ thi đấu 3 trận ở nửa đầu mùa giải Bundesliga và 1 lần ra sân ở UEFA Champions League dưới thời tân huấn luyện viên trưởng Julian Nagelsmann. Trong nửa sau mùa giải, huấn luyện viên cũng dựa vào Christopher Nkunku, Dani Olmo hay Angeliño ở vị trí tiền vệ cách. Vì vậy, Lookman, người cùng đội tiến vào bán kết UEFA Champions League, chỉ thi đấu với tư cách là cầu thủ dự bị. vai trò. Vào cuối tháng 9 năm 2020, tình hình này không có gì thay đổi khi Alexander Sørloth, người thay thế trực tiếp cho Timo Werner, đã được tung vào sân.

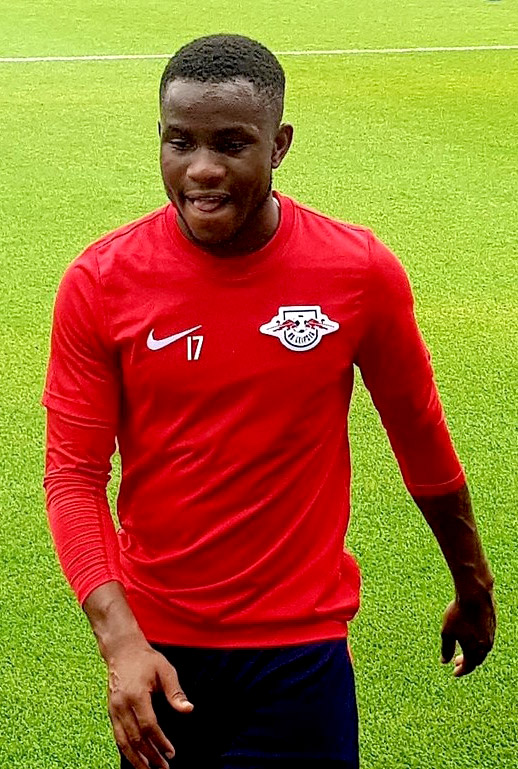
Ademola Lookman trong một buổi tập với RB Leipzig năm 2019

#### Cho mượn tại Fulham
Vào mùa giải 2020–21, Lookman chuyển đến đội mới thăng hạng lên Premier League là FC Fulham theo hợp đồng cho mượn đến cuối mùa giải 2020–21. Lookman ra sân tổng cộng 34 trận và ghi 4 bàn nhưng không thể giúp Fulham trụ hạng. Đó là nguyên nhân tại sao các cuộc đàm phán về việc anh ở lại lâu dài không thành công. Sau đó, Lookman trở lại Leipzig vào mùa hè năm 2021.

#### Cho mượn tại Leicester City
Vào ngày 31 tháng 8 năm 2021, Lookman gia nhập Leicester City theo dạng cho mượn kéo dài một mùa giải. Vào ngày 11 tháng 9 năm 2021, anh ra mắt cho Leicester khi vào sân thay người ở phút thứ 73 trong trận thua 0–1 trước Manchester City. Vào ngày 28 tháng 12 năm 2021, Lookman ghi bàn vào lưới Liverpool để giúp Leicester đem lại chiến thắng 1–0.

### Atalanta
Vào ngày 4 tháng 8 năm 2022, Lookman gia nhập câu lạc bộ Atalanta tại Serie A theo hợp đồng 4 năm với mức phí là 15 triệu euro. Anh ghi bàn trong trận ra mắt câu lạc bộ, trận chiến thắng 2–0 trước Sampdoria tại Serie A vào ngày 13 tháng 8. Vào tháng 1 năm 2023, anh lập cú đúp trong ba trận liên tiếp, một trong chiến thắng 8–2 trước Salernitana tại Serie A, trong chiến thắng 5–2 trước Spezia tại Coppa Italia và trong trận hòa 3–3 trước Juventus tại Serie A. Vào ngày 22 tháng 5 năm 2024, Lookman lập hattrick lần đầu tiên trong sự nghiệp trong trận chung kết Europa League 2024 tại Sân vận động Aviva, qua đó đưa Atalanta lên ngôi vô địch sau khi đánh bại Leverkusen với tỉ số 3–0 và đồng thời đem lại danh hiệu Europa League đầu tiên của đội. Với cú hattrick có được, Lookman đã đi vào lịch sử khi trở thành cầu thủ đầu tiên làm được điều này trong một trận chung kết UEFA Cup hay Europa League. Bên cạnh đó, anh cũng là cầu thủ châu Phi đầu tiên ghi 2 bàn trở lên trong một trận chung kết tại đấu trường châu Âu. Ngoài ra, anh là cầu thủ người Nigeria thứ ba ghi bàn trong một trận chung kết tại đấu trường châu Âu. Những người trước đó làm được điều này là Alex Iwobi trong trận chung kết Europa League 2019 và Joe Aribo trong trận chung kết Europa League 2022.

## Sự nghiệp quốc tế
Sinh ra ở Anh với cha mẹ là người Nigeria, Lookman có quyền lựa chọn thi đấu cho cả đội tuyển quốc gia Anh và Nigeria.
Anh từng khoác áo đội U-19 và U-20 Anh. Anh vô địch World Cup cùng đội tuyển U-20 Anh năm 2017 và được triệu tập lần đầu tiên vào đội U-21 vào tháng 9 năm 2017. Lookman chơi trận đầu tiên ở vòng loại Giải vô địch châu Âu gặp Đội tuyển quốc gia U-21 Hà Lan. Năm 2022, Lookman quyết định thi đấu cho quê hương của cha mẹ anh, Nigeria. Anh ra mắt cho đội tuyển quốc gia Nigeria cùng năm đó.
Đầu năm 2024, anh tham dự Cúp bóng đá châu Phi với Nigeria và kết thúc ở vị trí á quân.

## Thống kê sự nghiệp

### Câu lạc bộ
Tính đến 22 tháng 5 năm 2024
| Câu lạc bộ            | Mùa giải            | Giải vô địch        | Giải vô địch | Giải vô địch | Cúp quốc gia | Cúp quốc gia | Cúp Liên đoàn | Cúp Liên đoàn | Châu lục | Châu lục | Tổng cộng | Tổng cộng |
| Câu lạc bộ            | Mùa giải            | Hạng đấu            | Trận         | Bàn          | Trận         | Bàn          | Trận          | Bàn           | Trận     | Bàn      | Trận      | Bàn       |
| --------------------- | ------------------- | ------------------- | ------------ | ------------ | ------------ | ------------ | ------------- | ------------- | -------- | -------- | --------- | --------- |
| Charlton Athletic     | 2015–16             | Championship        | 24           | 5            | 0            | 0            | 0             | 0             | —        | —        | 24        | 5         |
| Charlton Athletic     | 2016–17             | League One          | 21           | 5            | 3            | 2            | 1             | 0             | —        | —        | 25        | 7         |
| Charlton Athletic     | Tổng cộng           | Tổng cộng           | 45           | 10           | 3            | 2            | 1             | 0             | —        | —        | 49        | 12        |
| Everton               | 2016–17             | Premier League      | 8            | 1            | —            | —            | —             | —             | —        | —        | 8         | 1         |
| Everton               | 2017–18             | Premier League      | 7            | 0            | 1            | 0            | 2             | 0             | 6        | 2        | 16        | 2         |
| Everton               | 2018–19             | Premier League      | 21           | 0            | 2            | 1            | 1             | 0             | —        | —        | 24        | 1         |
| Everton               | Tổng cộng           | Tổng cộng           | 36           | 1            | 3            | 1            | 3             | 0             | 6        | 2        | 48        | 4         |
| RB Leipzig (mượn)     | 2017–18             | Bundesliga          | 11           | 5            | —            | —            | —             | —             | —        | —        | 11        | 5         |
| RB Leipzig            | 2019–20             | Bundesliga          | 11           | 0            | 1            | 0            | —             | —             | 1        | 0        | 13        | 0         |
| RB Leipzig            | Tổng cộng           | Tổng cộng           | 22           | 5            | 1            | 0            | —             | —             | 1        | 0        | 24        | 5         |
| Fulham (mượn)         | 2020–21             | Premier League      | 34           | 4            | 0            | 0            | 1             | 0             | —        | —        | 35        | 4         |
| Leicester City (mượn) | 2021–22             | Premier League      | 26           | 6            | 2            | 0            | 2             | 2             | 12       | 0        | 42        | 8         |
| Atalanta              | 2022–23             | Serie A             | 31           | 13           | 2            | 2            | —             | —             | —        | —        | 33        | 15        |
| Atalanta              | 2023–24             | Serie A             | 29           | 9            | 3            | 1            | —             | —             | 11       | 5        | 43        | 15        |
| Atalanta              | Tổng cộng           | Tổng cộng           | 60           | 22           | 5            | 3            | —             | —             | 11       | 5        | 75        | 30        |
| Tổng cộng sự nghiệp   | Tổng cộng sự nghiệp | Tổng cộng sự nghiệp | 213          | 48           | 14           | 6            | 7             | 2             | 30       | 7        | 273       | 63        |

1. ↑  Bao gồm FA Cup, DFB-Pokal và Coppa Italia
2. ↑  Bao gồm EFL Cup
3. 1 2  Ra sân tại UEFA Europa League
4. ↑  Ra sân tại UEFA Champions League
5. ↑  Ra sân bốn lần tại UEFA Europa League, ra sân tám lần tại UEFA Europa Conference League

### Quốc tế
Tính đến 26 tháng 3 năm 2024
| Đội tuyển quốc gia | Năm       | Trận | Bàn |
| ------------------ | --------- | ---- | --- |
| Nigeria            | 2022      | 6    | 1   |
| Nigeria            | 2023      | 5    | 1   |
| Nigeria            | 2024      | 10   | 4   |
| Tổng cộng          | Tổng cộng | 21   | 6   |

#### Bàn thắng quốc tế
Tính đến 22 tháng 3 năm 2024
Tỷ số và kết quả liệt kê bàn thắng của Nigeria được để trước, cột tỷ số cho biết tỷ số sau mỗi bàn thắng của Lookman.
| # | Ngày                | Địa điểm                                                  | Trận | Đối thủ              | Bàn thắng | Kết quả | Giải đấu                            |
| - | ------------------- | --------------------------------------------------------- | ---- | -------------------- | --------- | ------- | ----------------------------------- |
| 1 | 13 tháng 6 năm 2022 | Sân vận động Adrar, Agadir, Maroc                         | 4    | São Tomé và Príncipe | 7–0       | 10–0    | Vòng loại Cúp bóng đá châu Phi 2023 |
| 2 | 10 tháng 9 năm 2023 | Sân vận động Quốc tế Godswill Akpabio, Uyo, Nigeria       | 8    | São Tomé và Príncipe | 2–0       | 6–0     | Vòng loại Cúp bóng đá châu Phi 2023 |
| 3 | 27 tháng 1 năm 2024 | Sân vận động Félix Houphouët-Boigny, Abidjan, Bờ Biển Ngà | 16   | Cameroon             | 1–0       | 2–0     | Cúp bóng đá châu Phi 2023           |
| 4 | 27 tháng 1 năm 2024 | Sân vận động Félix Houphouët-Boigny, Abidjan, Bờ Biển Ngà | 16   | Cameroon             | 2–0       | 2–0     | Cúp bóng đá châu Phi 2023           |
| 5 | 2 tháng 2 năm 2024  | Sân vận động Félix Houphouët-Boigny, Abidjan, Bờ Biển Ngà | 17   | Angola               | 1–0       | 1–0     | Cúp bóng đá châu Phi 2023           |
| 6 | 22 tháng 3 năm 2024 | Sân vận động Marrakech, Marrakech, Maroc                  | 20   | Ghana                | 2–0       | 2–1     | Giao hữu                            |

## Danh hiệu
Atalanta
- UEFA Europa League: 2023–24[23]

U-20 Anh
- FIFA U-20 World Cup: 2017